# Parlamentswahlen in Niger 2009
Die Parlamentswahlen in Niger 2009 fanden am 20. Oktober 2009 statt, Nachwahlen am 27. Dezember 2009. Gewählt wurden die 113 Abgeordneten der Nationalversammlung Nigers.

## Hintergrund
Die Amtszeit von Staatspräsident Mamadou Tandja (MNSD-Nassara) wäre gemäß der Verfassung nach seiner einmaligen, im Jahr 2004 erfolgten Wiederwahl regulär im Dezember 2009 ausgelaufen. Am 7. Mai 2009 kündigte Tandja für Ende 2009 die Abhaltung einer Volksabstimmung an, die ihm mittels einer neuen Verfassung eine Verlängerung seiner Amtszeit ermöglichen sollte. Mehrere Parteien riefen daraufhin den Verfassungsgerichtshof an, der am 26. Mai 2009 urteilte, dass Tandjas Vorhaben verfassungswidrig sei. Der Staatspräsident löste per Dekreten am 27. Mai 2009 die Nationalversammlung und am 12. Juni 2009 den Verfassungsgerichtshof auf, um zwei Tage später einen neuen zu ernennen. 
Die Neuwahlen zur Nationalversammlung wurden zunächst für den 20. August 2009 anberaumt, dann aber wegen des Verfassungsreferendums am 4. August 2009 nach hinten verschoben. Die neue Verfassung der Sechsten Republik, die offiziell von 92,5 % der Teilnehmer des Referendums angenommen wurde, trat am 18. August 2015 in Kraft und ermöglichte Mamadou Tandja den erwünschten Verbleib im Amt. Als neuer Termin für die Parlamentswahlen wurde der 20. Oktober 2009 festgelegt. Die Gegner Tandjas formierten sich in der Koordination der demokratischen Kräfte der Republik und riefen zum Boykott der Wahlen auf. Ihr gehörten unter anderem die Parteien PNDS-Tarayya und ANDP-Zaman Lahiya an. Die Westafrikanische Wirtschaftsgemeinschaft forderte Tandja auf, die Parlamentswahlen auf unbestimmte Zeit zu verschieben und den Dialog mit der Koordination der demokratischen Kräfte der Republik zu suchen, und suspendierte die Mitgliedschaft Nigers, als Tandja am Wahltermin festhielt.

## Ergebnisse
- MNSD-Nassara: 76
- RSD-Gaskiya: 15
- RDP-Jama’a: 7
- RPN-Alkalami: 1
- UNI: 1
- PNA-Al’ouma: 1
- PMT-Albarka: 1
- Unabhängige: 11

Von 6.059.961 registrierten Wählern gingen 3.106.833 zu den Urnen. Dies entspricht einer Wahlbeteiligung von 51,27 %. Von den abgegebenen Stimmzetteln wurden 3.005.914 als gültig und 100.919 als ungültig gewertet. Der Wahltag verlief ohne größere Zwischenfälle.
Der Verfassungsgerichtshof erklärte die Ergebnisse in einem Wahlkreis für ungültig, in dem die Wahl deshalb am 27. Dezember 2009 wiederholt wurde. Das dort zu vergebende eine Mandat ging an einen unabhängigen Kandidaten. Die folgende Tabelle spiegelt das Endergebnis nach den Nachwahlen wider.
| Partei                                                         | Sitze |
| -------------------------------------------------------------- | ----- |
| Nationale Bewegung der Entwicklungsgesellschaft (MNSD-Nassara) | 76    |
| Sozialdemokratisches Bündnis (RSD-Gaskiya)                     | 15    |
| Bündnis für Demokratie und Fortschritt (RDP-Jama’a)            | 7     |
| Bündnis nigrischer Patrioten (RPN-Alkalami)                    | 1     |
| Nationale Union der Unabhängigen (UNI)                         | 1     |
| Nigrische Partei für Selbstverwaltung (PNA-Al’ouma)            | 1     |
| Partei der Massen für Arbeit (PMT-Albarka)                     | 1     |
| Unabhängige                                                    | 11    |
| Gesamt                                                         | 113   |

## Folgen
Die neugewählte Nationalversammlung trat am 14. November 2009 erstmals zusammen. Am 25. November 2009 wählte sie Seini Oumarou (MNSD-Nassara) zum Präsidenten der Nationalversammlung. Die Sechste Republik Mamadou Tandjas endete am 18. Februar 2010 durch einen Militärputsch, der die Rückkehr zur politischen Ordnung vor der Sechsten Republik einläutete.